# Copper Ridge
Copper Ridge (polnisch Miedziana Grań ‚Kupfergrat‘) ist ein Gebirgskamm auf King George Island im Archipel der Südlichen Shetlandinseln. In den Arctowski Mountains erstreckt er sich vom Mount Hopeful ausgehend in westlicher Richtung.
Polnische Wissenschaftler benannten ihn 1981 nach dem hier gefundenen Kupfererz.